# Austrofundulus leohoignei
Austrofundulus leohoignei är en fiskart som beskrevs av Hrbek, Taphorn och Jamie E. Thomerson 2005. Austrofundulus leohoignei ingår i släktet Austrofundulus och familjen Rivulidae. Inga underarter finns listade.